# Xi'an Y-20
Xi'an Y-20 Kunpeng (кит.: 运-20 鲲鹏; піньїнь: Yùn-20 Kūnpéng; акад.: Сіань Юнь-20 Куньпен) — перший важкий стратегічний військово-транспортний літак китайського виробництва, створений державною Корпорацією авіаційної промисловості Китаю (AVIC) для Повітряних сил Китайської Народної Республіки (ПС КНР). Xi'an Y-20 Kunpeng, завдовжки 47 метрів, заввишки 18 метрів, з розмахом крила 50 метрів, призначений для перевезення особового складу та важкої техніки під час воєнних дій, миротворчих та гуманітарних місій. Його максимальна злітна маса становить 220 т, а максимальна вантажність — 66 т. Перший екземпляр літака надійшов на озброєння ПС КНР в липні 2016 року.
Літак Xi'an Y-20 створювався з можливістю модифікацій з системою раннього попередження та управління, для протичовнової боротьби і дозаправлення у повітрі. Створений пізніше на його базі літак-дозаправник YY-20 був уведений в експлуатацію ПС КНР 2022 року. Наприкінці грудня 2024 року в небі над Китаєм була зафіксована поява його іншої модифікації — літака раннього попередження та контролю Shaanxi KJ-3000.
Етимологія терміну «Куньпен» в офіційній назві літака виводиться з китайської міфології, у якій гігантська риба кунь (кит. трад.: 鯤; піньїнь: kūn) перетворюється на гігантського птаха пен (кит. трад.: 鵬; піньїнь: péng), який міг літати на величезні відстані. За глибокий і широкий фюзеляж літак отримав неофіційне ласкаве прізвисько «Пухкенька дівчина».

## Історія створення

### Передумови
Наприкінці XX сторіччя військовий транспорт в Китаї був відносно мало розвинутий. Численна Народно-визвольна армія Китаю (НВАК) потребувала великої кількості транспортних літаків. Натомість авіаційна промисловість ледве покривала потреби в базових бойових літаках. У Радянському Союзі були закуплені в малих кількостях легкі Ан-24, Ан-26 та середні Ан-12, які тривалим і копітким копіюванням були трансформовані власним малопотужним виробництвом у Xi'an Y-7 i Shaanxi Y-8. У 90-х роках XX сторіччя Китай закупив перші важкі транспортні турбореактивні літаки Іл-76. Існував план закупівлі нової партії стратегічних транспортних літаків Іл-76, але після розпаду Радянського Союзу їхнє виробництво залишилося в Узбекистані. Станом на 2020 рік в експлуатації перебували лише 18 літаків Іл-76, і ніщо не вказувало на те, що Китай планує робити їхні копії власного виробництва. Зате, у різних засобах офіційної й неофіційної інформації йшлося про необхідність налагоджувати власне виробництво транспортних літаків. Розглядалися варіанти аналогів таких транспортних літаків: двомоторного турбореактивного типу Ан-74, чотиримоторного турбогвинтового типу C-130 Hercules, турбореактивного типу Іл-76. З інформації, яка неофіційно просочувалася у ЗМІ, турбореактивний літак мав отримати позначення Y-9, а конструювання мало відбувалося в співпраці з українським АНТК ім. О. К. Антонова. Форми такої співпраці могли бути різні — від спільного конструювання до виробництва літаків типу Ан-70 чи навіть Ан-124. Усі плани зі створення цього літака та їхня реалізація трималися урядом Китаю в жорсткій таємниці. Оскільки реалізація проєкту затримувалася, то початково заплановане позначення літака як Y-9 на момент початку фінансування було остаточно змінено на Y-20.
У «Звіті про розвиток військової та цивільної інтеграції Китаю», представленому Центром економічних досліджень Університету національної оборони Народно-визвольної армії Китаю і опублікованому китайськими державними ЗМІ 25 липня 2014 року, йшлося про потребу армії в 400-х важких транспортних літаках Y-20. Для порівняння у звіті зазначалося, що США має 700 середніх і великих транспортних літаків, Росія — 800, а Індія — 200. Уперше на офіційному рівні також було визнано проблему відставання в оснащенні Y-20 двигунами власного виробництва.

### Реалізація
Хоча робота над створенням літака Xian Y-20 була заініційована 1993 року, офіційно вона розпочалася 2000 року Авіаконструкторським інститутом військової авіації № 603 у співпраці з конструкторськими бюро (КБ) компаній Xi'an Aircraft Industrial Corporation (XAC), Chengdu Aircraft Industry Group (CAC), Shenyang Aircraft Corporation (SAC). До виконання проєкту були залучені також Shaanxi Aircraft Corporation, Harbin Aircraft Industry Corporation і Shanghai Aircraft Corporation. Головним конструктором літака 2007 року був призначений Тан Чанхун (кит.: 唐长红).
2006 року проєкт отримав першочергове фінансування з державних коштів. 2007 року неофіційно було представлено макет літака, який, як виявилося пізніше, був майже точною копією реального літака. Це свідчить про те, що цього року конструкторські роботи було завершено, а проєкт затверджено офіційно. Проєкт Y-20 був частиною ініціативи зі створення великого транспортного літака Китаю в рамках «Середньострокової та довгострокової національної програми розвитку науки й технологій на 2006—2020 роки». Дві великі китайські авіаційні компанії Shaanxi Aircraft Corporation і Xi'an Aircraft Industrial Corporation, змагалися за пріоритет на виробництво літака Y-20. 2007 року виробником літака було оголошено XAC. 2009 року було офіційно повідомлено, що здійснюються роботи над створенням такого літака, хоча не було вказано його позначення.

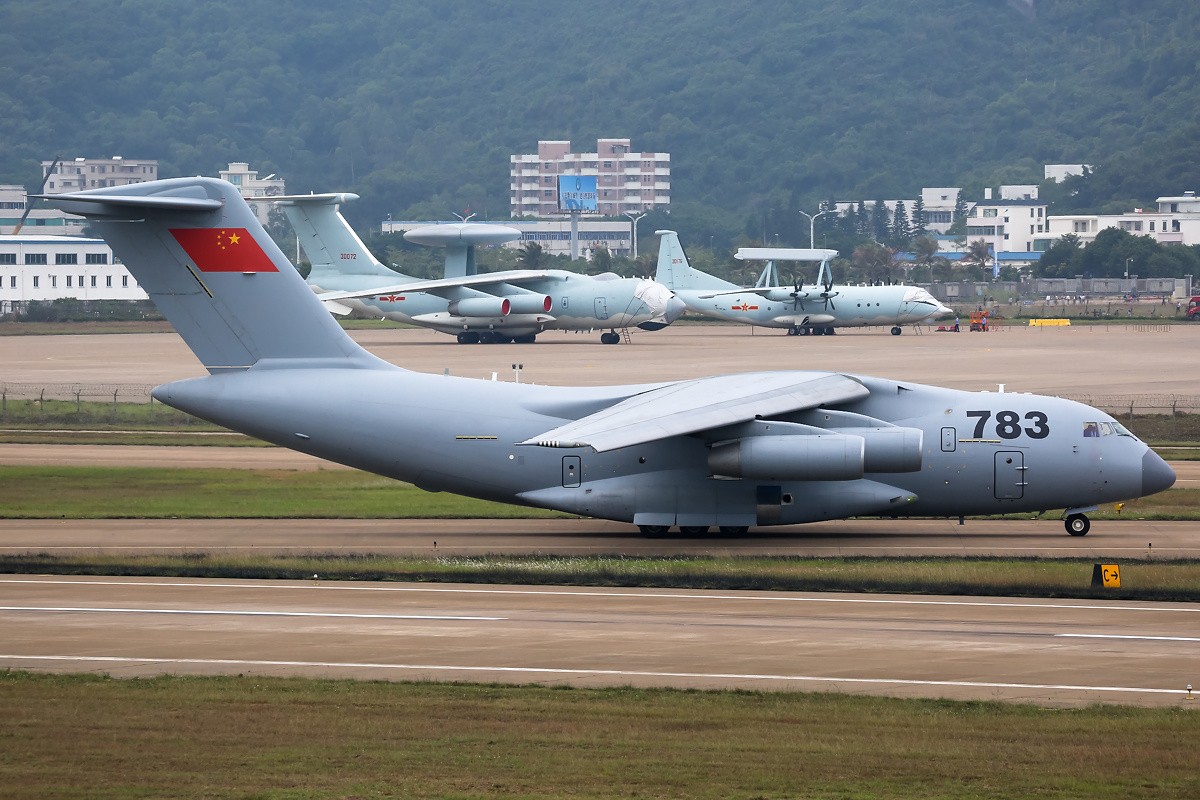
Xi'an Y-20 на авіасалоні 2014 року в Чжухаї

Xi'an Y-20 став першим вантажним літаком для якого з метою прискорення і зниження вартості виробництва було застосовано технологію 3D-друку, а також третім літаком у світі (після Airbus A380 і Boeing 787), для якого була використана технологія цифрового визначення продукту (англ. Model based definition, MBD). Команда з впровадження MBD для Y-20 розпочала роботу в жовтні 2009 року. Після успішного застосування MBD на головному шасі його використання було поширено на весь літак та стало обов'язковим також і для всіх підрядників проєкту. Це зустріло опір зі сторони більшості постачальників, але головний конструктор поставив жорстку умову участі в проєкті — впровадження MBD, що змусило всіх погодитися. Застосування цифровізації скоротило на 40 % час проєктування, на 70 % час на підготовку виробництва й на 30 % виробничий цикл.
26 січня 2013 року китайські ЗМІ повідомили, що з аеродрому XAC, розташованому в районі Яньлян міста Сіань, злетів перший прототип важкого військово-транспортного літака Y-20 з номером 20001, який був вперше помічений на цьому аеродромі в грудні 2012, де проходив наземні випробування. Другий прототип піднявся в небо в грудні 2013 року. Третій прототип після успішних випробувань був публічно продемонстрований на 10-й Китайській міжнародній авіаційній та аерокосмічній виставці Airshow China (англ. China International Aviation & Aerospace Exhibition), яка проходила в Чжухаї в листопаді 2014 року. Четвертий прототип Y-20 злетів з аеродрому ХАС наприкінці 2015 року, а перший літак надійшов на озброєння 6 липня 2016 року.

## Будова базової моделі Xi'an Y-20

### Конструкція планера

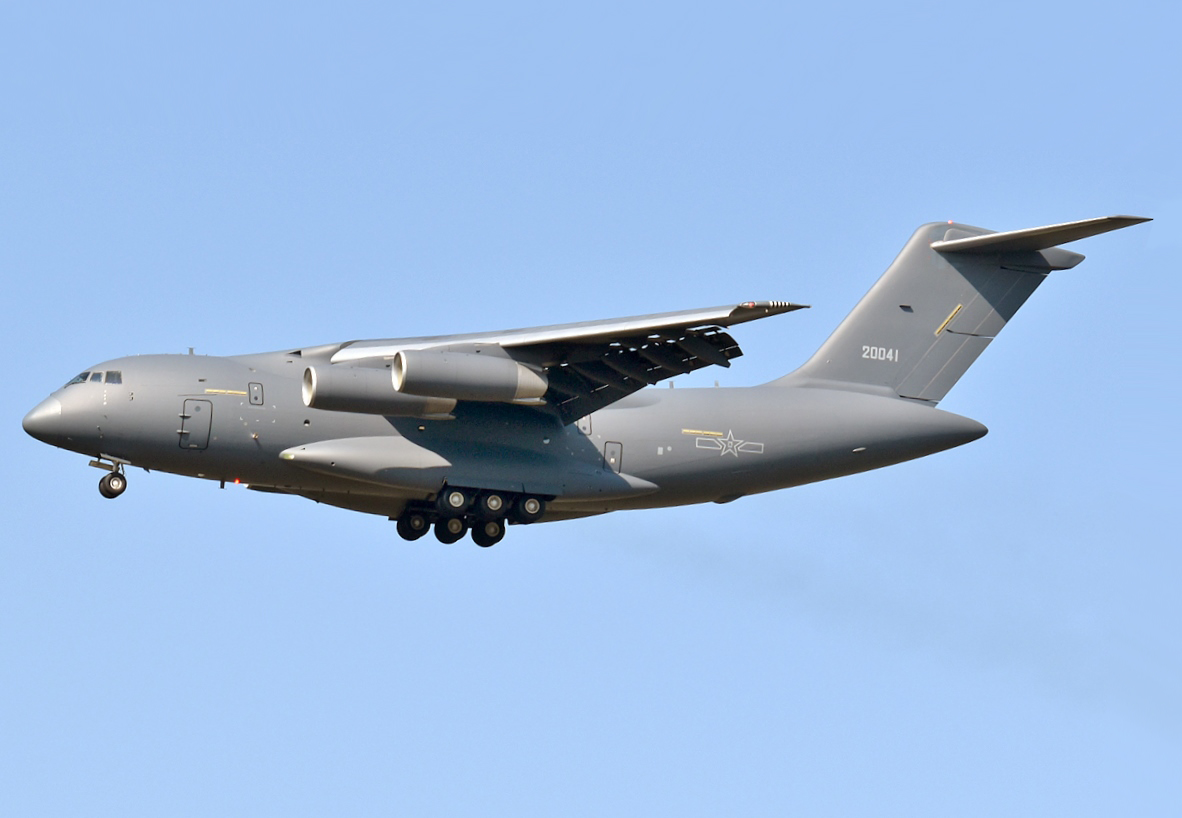
Xian Y-20A з двигунами D-30KP-2

Літак Xian Y-20 побудований за традиційною для важких транспортних літаків схемою однофюзеляжного високоплана із крилом надкритичного аеродинамічного профілю, прямої стрілоподібності, з однокильовим Т-подібним хвостовим оперенням з високо розташованими горизонтальними поверхнями на вертикальному стабілізаторі. Літак оснащений чотирма турбореактивними двигунами.
Широкий фюзеляж круглий у перетині, розділений на герметичні кабіну пілотів і вантажний відсік з рампою. Y-20 має такі габаритні розміри: довжину 47 метрів, висоту 18 метрів, розмах крила 50 метрів. Максимальна злітна маса літака становить приблизно 220 т, а максимальна вантажність — 66 т. Він близький за розмірами та формою до Іл-76, але має менший розмах крила, коротший та ширший фюзеляж, який більший ніж в Airbus A400M, але набагато менший ніж в C-17 Globemaster III. Центральний фюзеляж шарнірно з'єднаний із помірно стрілоподібними півплощинами високо розташованого крила моноплана, які мають повнорозмахові передкрилки та трищілинні закрилки. Елерони можуть опускатися, щоб збільшити підіймальну силу на низьких швидкостях, а великі спойлери встановлені для контролю крену та зменшення підйому.
Припускається, що крило було спроєктоване КБ АНТК ім. О. К. Антонова, а сам літак базується на нереалізованому проєкті військового транспортного літака Ан-10. Ґо Чжаодянь (кит.: 郭兆电), заступник головного конструктора великих транспортних літаків Першої льотної академії AVIC, повідомив 2014 року, що оскільки в конструкції крила Y-20 застосовано кілька технологій підвищення підіймальної сили для скорочення дистанцій злету, то найкоротша дистанція становить 600—700 метрів. Натомість дистанція приземлення сягає 1000 метрів.
У дисплей-кабіні пілотів розміщуються три члени екіпажу: два пілоти й керівник завантаження. Дизайнери Першої льотної академії AVIC спроєктували кабіну повністю віртуальним способом, застосувавши технологію віртуальної реальності для аналізу та оцінки функцій людини й машини в кабіні, забезпечивши естетику загального компонування кабіни, поле зору пілота та простір для руху голови, раціональність розташування ручок керування й дисплеїв, комфортність яскравості дисплеїв, мінімалізувавши негативний вплив відблисків панелі приладів на втому пілотів. Кабіна Y-20 оснащена чотирма рідкокристалічними дисплеями (HUD) для пілотів, які поєднані з електронною системою польотних приладів.
Під переднім вітровим склом для допомоги при злеті та приземленні за поганих погодних умов, вночі, в тумані встановлена система поліпшеного бачення (англ. Enhanced Vision System - EVS). Літак оснащений антеною супутникового зв'язку, електронною системою керування Fly-by-wire. Чотири пускові пристрої ракет-приманок, установлені збоку та знизу на спонсонах, забезпечують захист від ракет ПЗРК з інфрачервоним самонаведенням.
У конструкції планера (перегородки, елементи підлоги, стін, стелі) для зменшення маси при збереженні міцності та довговічності використані композитні матеріали власного виробництва, розроблені 703-м Інститутом Китайської аерокосмічної науково-технічної корпорації (CASC). Для внутрішніх елементів кабіни створені вогнестійкі композити (епоксидні смоли і препреги з фенольних смол, армовані скловолокном) з низькими задимленням, токсичністю, тепловиділенням.

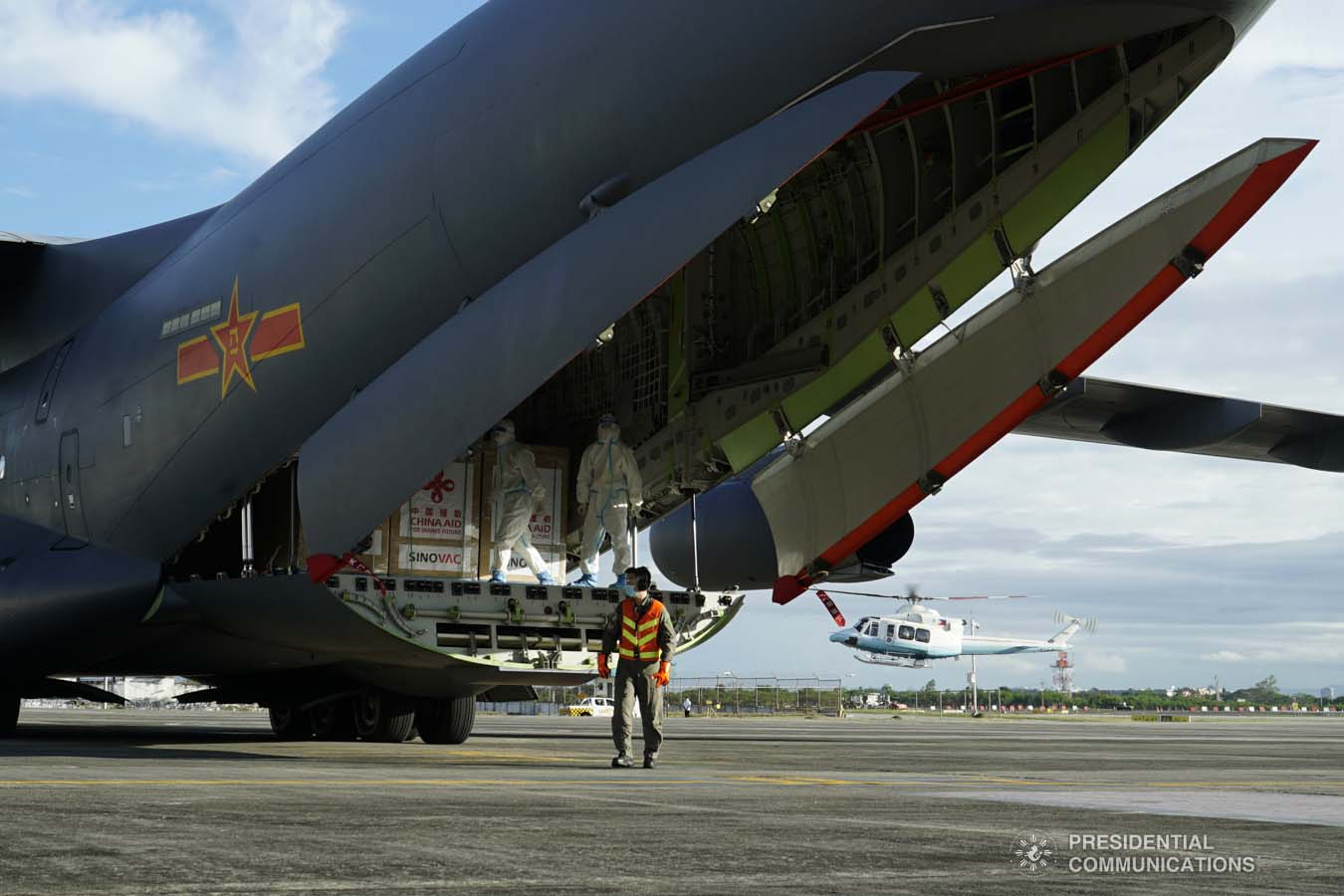
Розвантаження пакунків з вакциною проти Covid-19 CoronaVac (SINOVAC) з вантажного відсіку Y-20 на філіпінській авіабазі Villamor, 28 лютого 2021 року.

Вантажний відсік з великою кормовою вантажною рампою має механізм завантаження/розвантаження великогабаритних вантажів та обладнання. Задні двері вантажного відсіку літака складаються із чотирьох частин (дві вузькі бічні секції, верхня і нижня широкі центральні секції), які відкриваються у такій послідовності: спочатку відкриваються з обох боків бічні вузькі секції, за ними втягується під стелю салону верхня центральна секція, і врешті опускається до землі нижня центральна секція, яка виконує роль пандуса. У верхній частині відсіку закріплені балки для вантажного крана, яким можна завантажувати великі вантажі й за необхідності скидати їх з повітря в недоступних для приземлення місцях.
Менша порівняно з Іл-76 кабіна пілотів, усього на три члени екіпажу, збільшила корисний об'єм відсіку (довжина 20 м, ширина і висота по 4 м), а його більша ширина полегшила розміщення великогабаритної техніки, такої як інженерні машини, бойові машини піхоти, САУ (наприклад, ZBD-03, ZBD-04A, PLZ-07B) і навіть гелікоптери (за умови мінімального розбирання та повторного збирання). Також вантажний відсік літака може вмістити два легкі танки Тип 15 (маса кожного близько 30 т), які Y-20 (вантажністю понад 60 т) спроможний доправити на відстань 7800 км. Так само він може транспортувати один основний бойовий танк Тип 99, масою до 60 т. Літак має різні внутрішні конфігурації вантажного відсіку, одна з яких передбачає над вантажем верхню пасажирську палубу з місцями для десятків пасажирів.
Планер транспортного літака був сконструйований таким чином, щоб його можна було адаптувати в наступних модифікаціях до повітряного паливозаправника чи літака раннього попередження та управління.

### Силова установка

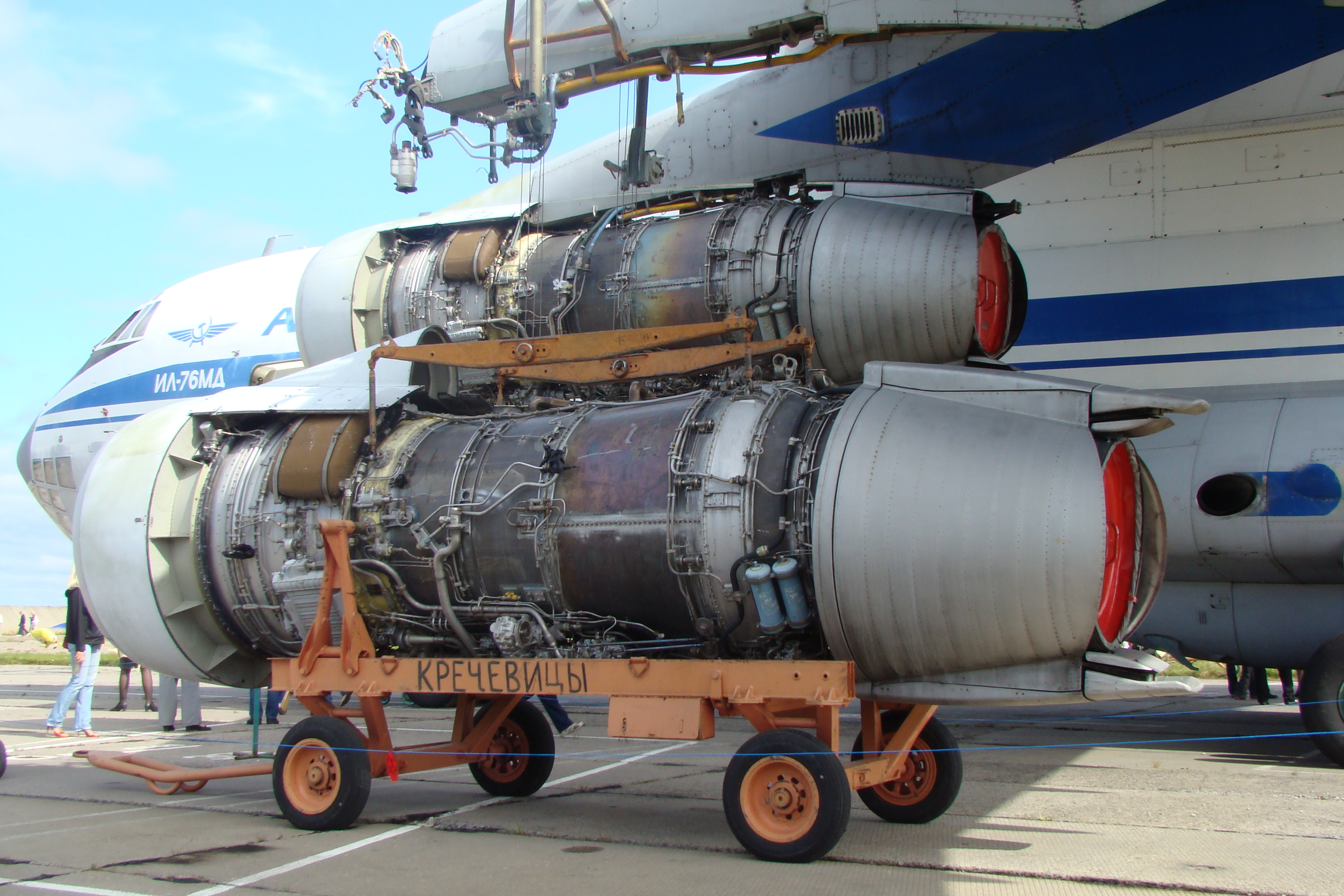
Турбореактивний двигун Д-30КП-2, який встановлювався на літаки родин Іл-76, Xian H-6, Xian Y-20.

Силова установка прототипів і перших серійних літаків Y-20 складалася з чотирьох російських турбореактивних двигунів Д-30КП-2 другої версії, які забезпечували близько 12000 кгс тяги кожен і були розташовані в підкрильних гондолах на пілонах. Ці двигуни забезпечують крейсерську швидкість 0,75 Маха (918 км/год). Радіус дії літака оцінюється в 4500 км з максимальним корисним навантаженням (дещо понад 60 т), 7800 км — з 40 т і понад 10 000 км з парашутно-десантними підрозділами за експлуатаційної стелі 13000 м.
Пізніші серійні модифікації Y-20 почали оснащувати потужнішим двигуном Shenyang WS-20 власного виробництва, створеним на заміну менш ефективного з низьким (2,2) коефіцієнтом двоконтурності (байпасом) російського Д-30КП-2. Авіаційний двигун WS-20 був розроблений і виготовлений в КНР на основі ядра Shenyang WS-10 — турбовентиляторного двигуна, яким оснащували китайські винищувачі Shenyang J-11, Shenyang J-16.
Розроблений Shenyang Engine Design Institute і виготовлений Xi'an Aero-Engine Corporation, WS-20 відрізняється від D-30KП-2 меншою довжиною (орієнтовно 3,7 м супроти 5,6 м відповідно) і більшим діаметром входу (2,2 м супроти 1,46 м відповідно). Двигун забезпечує вищий коефіцієнт двоконтурності (5-6) для економії палива й розвиває вихідну потужність близько 14 061 кгс тяги супроти 12000 кгс Д-30КП-2.
WS-20 пройшов випробування на літаку Іл-76 протягом 2014—2015 років. Повітряні випробування двигуна завершилися 2015 року, що відкрило шлях для введення його в експлуатацію на літаках Y-20. Наприкінці 2020 року, були опубліковані фотографії Y-20B з WS-20, який здійснював випробувальний політ на авіабазі Сіань-Яньлян.
У березні 2023 року Y-20B, пофарбований у кольори ПС НВАК, був сфотографований під час польоту над містом Кайфен в східно-центральній провінції Китаю Хенань. На супутникових знімках, зроблених 29 листопада 2024 року, на авіабазі Кайфен, яка є місцем дислокації 37-го авіаполку НВАК, серед групи з 18 Y-20A було помічено п'ять Y-20B, оснащених WS-20.

### Шасі

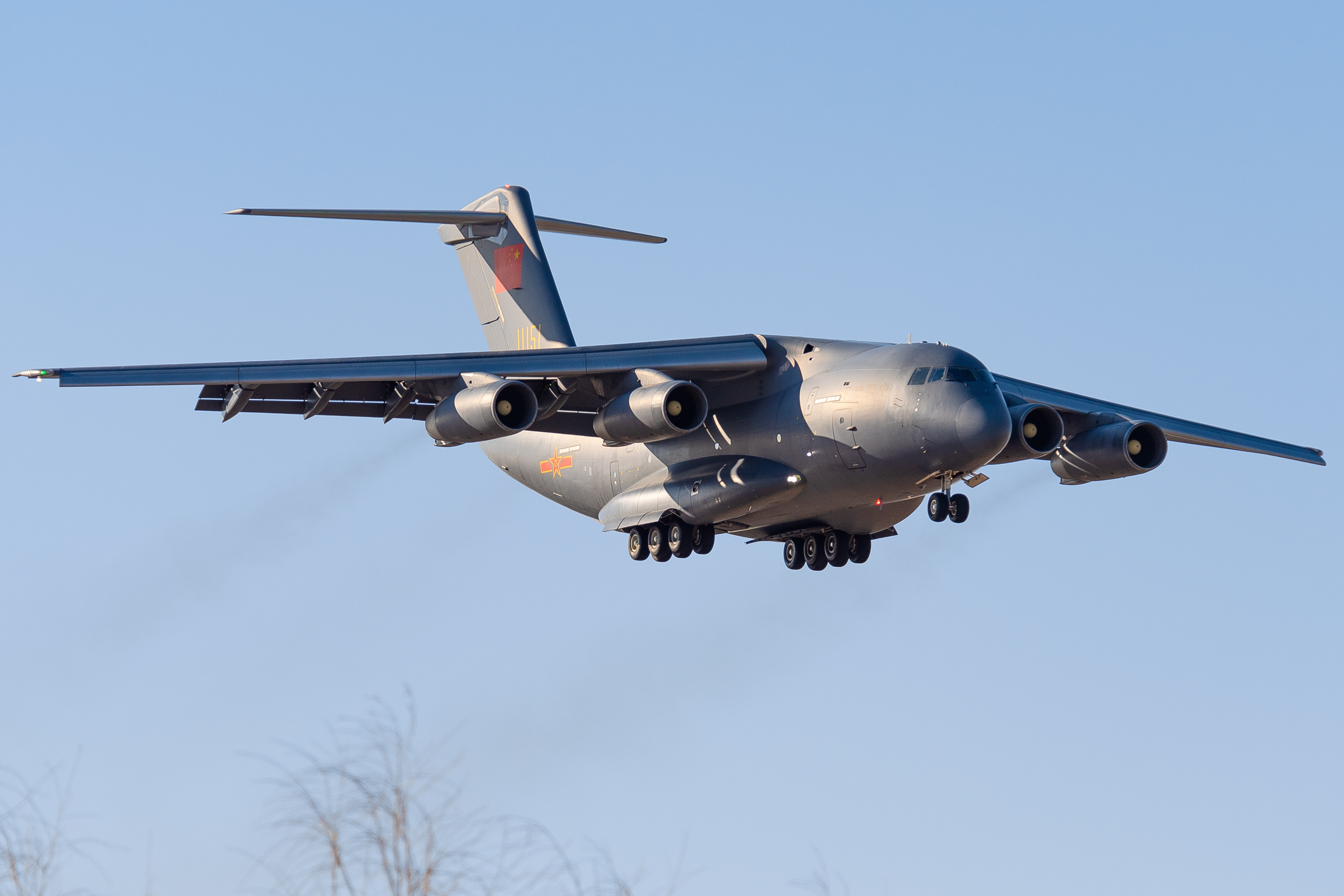
Вид на шасі Xian Y-20. Довіз вакцини Sinovac проти COVID-19 до Камбоджі, 7 лютого 2021 року

Шасі літака Y-20 — триопорне: дві головні багатостійкові опори, розташовані з обох боків під фюзеляжем, і одна передня опора. Головні опори мають по 6 коліс, розташованих попарно в ряд за схемою два-два-два. Основні опори під час польоту прибираються в гондоли, розміщені по боках фюзеляжу. Передня опора, яка прибирається в носову частину фюзеляжу, має амортизаційну стійку з двома колесами, які керуються механізмом, що може повертати їх на 90 градусів.
Конструкція головного шасі за словами Ґо Чжаодяня, заступника головного конструктора Першої льотної академії AVIC, забезпечує можливість злітати та приземлятися на прифронтових злітно-посадкових смугах. Система керування шасі дає змогу змінювати тиск у камерах коліс, що дозволяє пристосовуватися до покриття смуги (на бетоні — високий тиск у камерах, на ґрунті — низький) та здійснювати злет і приземлення на нерівних ґрунтових злітно-посадкових смугах.

## Модифікації літака

### Базова версія— Y-20А
Базовий варіант з двигунами Д-30КП-2 вперше надійшов на озброєння ПС НВАК 2016 року. Згідно з інформацією, доступною в Інтернеті, літаки Y-20 експлуатуються двома полками: одним у 4-й транспортній дивізії та інший у 13-й транспортній дивізії. Станом на вересень 2024 року приблизно 60 Y-20А перебували на озброєнні ПС НВАК.

### Модернізована версія— Y-20B
Y-20B є модернізованою версією Y-20, оснащеною турбовентиляторним двигуном внутрішнього виробництва Shenyang WS-20 з високим байпасом, що стало значним прогресом порівняно з попередніми моделями Y-20А з двигунами Д-30КП-2, які постачалися з Росії. Показником важливості турбовентилятора WS-20 є те, що на Y-20 завжди планувалося встановити двигуни китайського виробництва, щоб усунути залежність від іноземного постачальника двигунів, зокрема від Росії, з якою виникли проблеми з постачанням через її агресивну війну з Україною. Важливість Y-20B для ширшої модернізації ПС КНР відображається в швидких темпах, з якими виконується програма заміни двигунів. Раніше прогнозувалося, що WS-20 може стати доступним лише в 2024 році, і то лише в обмеженому за кількістю виробництві. Оскільки Повітряні сили КНР оголосили модель Y-20B робочою, це свідчило про те, що WS-20 отримав вищий пріоритет і була велика впевненість в тому, що двигуни будуть доступні в необхідній кількості.
У листопаді 2020 року повідомлялося, що прототип Y-20B здійснив свій перший політ. Було створено щонайменше три прототипи (№ 7810, 7811, 7812). Четвертий прототип, який вперше побачили в листопаді 2021 року під номером 7813, мав дві підкрилові дозаправні станції, що свідчило про те, що літак готують також до виконання функції дозаправника. Y-20B має прожектор, встановлений на передній крайці вертикального кіля, ймовірно для роботи вночі (можливо заправлення паливом у польоті). У березні 2023 року появилося зображення одного Y-20B без серійного номера з білими лініями вирівнювання під зовнішніми крилами, схожими на такі, як у YY-20A. Це підтверджувало думку авіаційних експертів про те, що Y-20B може виконувати подвійну транспортно-заправну функцію, коли перевозить дві підкрилові ємності дозаправлення та знімні внутрішні паливні баки. Оскільки літак не має центральної заправної станції під задньою частиною фюзеляжу, він не здатний заправляти великі літаки, такі як H-6N або KJ-500A, як це виконує YY-20A.
Супутникові знімки від 29 листопада 2024 року, які зафіксували на авіабазі Кайфен п'ять Xi'an Y-20B серед групи з 18 Y-20A, засвідчують, що ПС НВАК серійно вводять цей новий варіант Y-20 на озброєння. Авіабаза розташована в східно-центральній провінції Китаю Хенань і є домом для 37-го авіаполку. Оснащення Y-20B двигуном WS-20 збільшило здатність літака транспортувати значну кількість обладнання та припасів для підтримки операцій НВАК у ширшому Азійсько-Тихоокеанському регіоні. Підвищення ефективності літака завдяки WS-20 забезпечує не тільки більший радіус дії, але також покращує експлуатаційні характеристики, що важливо для транспортного засобу, який повинен працювати в прифронтових умовах.

### Танкер-дозаправник— Y-20U/YU-20/YY-20

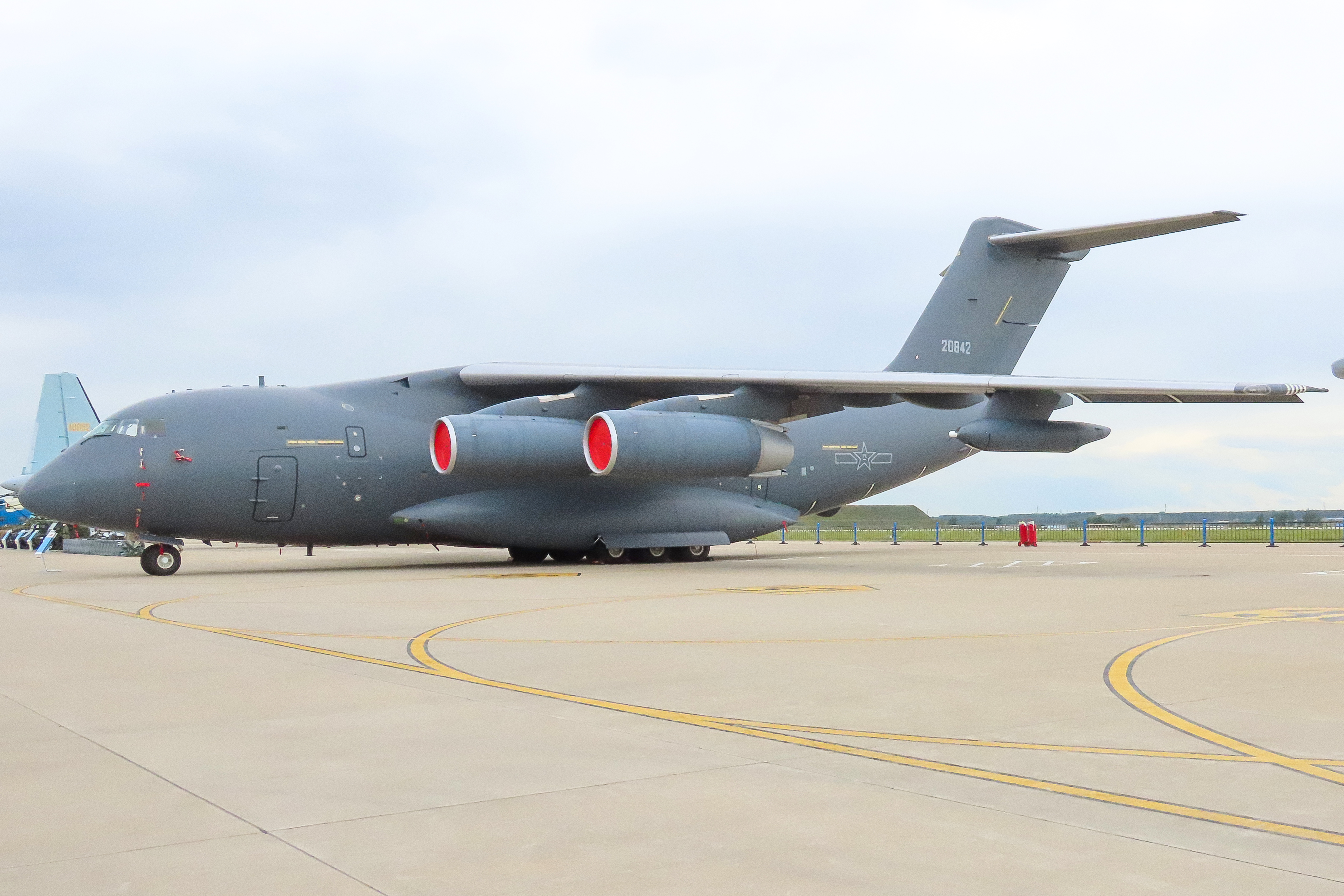
Перша публічна поява танкерної версії Y-20, на авіасалоні 2022 року в Чжухаї.

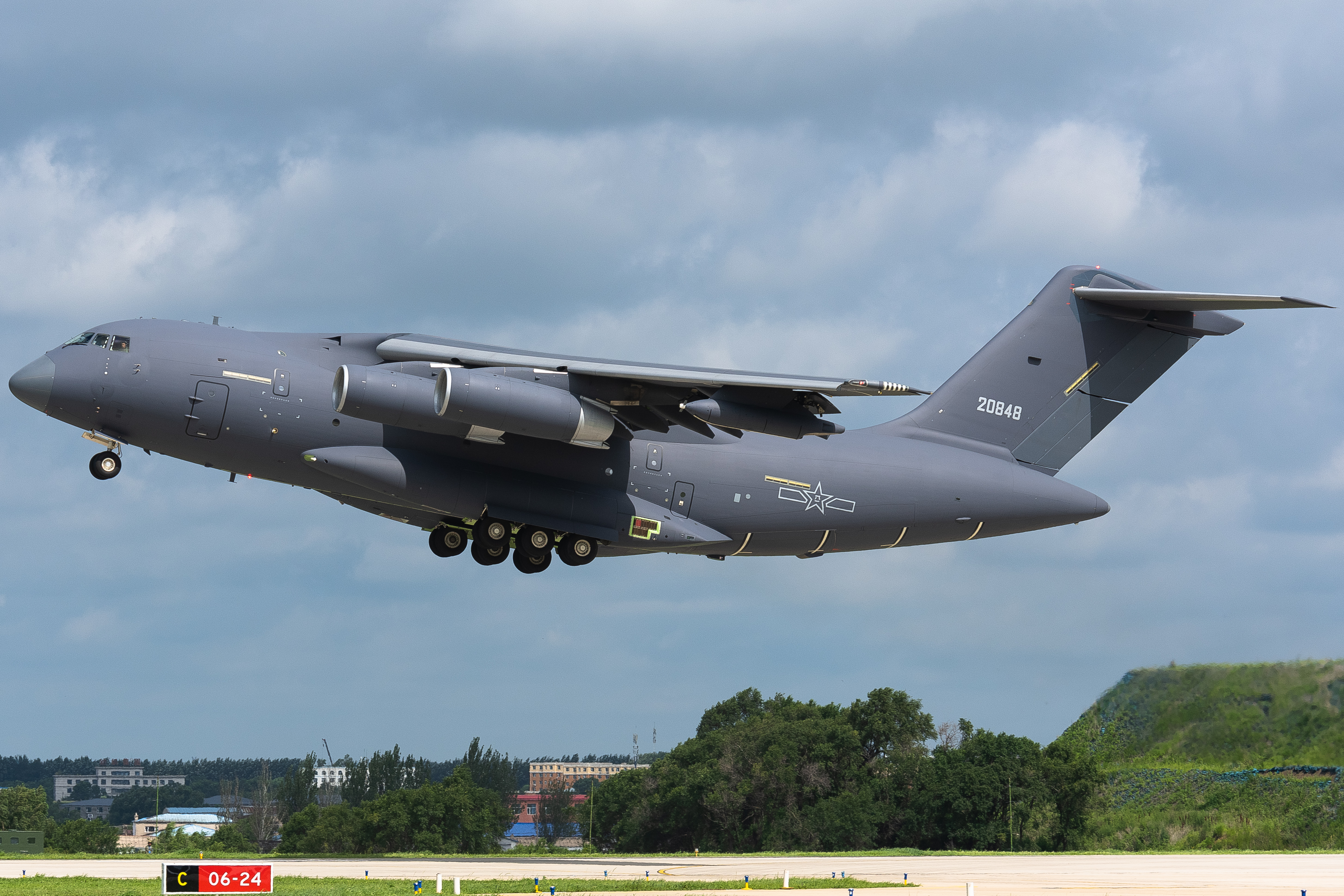
Злет Xian YY-20A з двигунами Д-30 на авіасалоні 2023

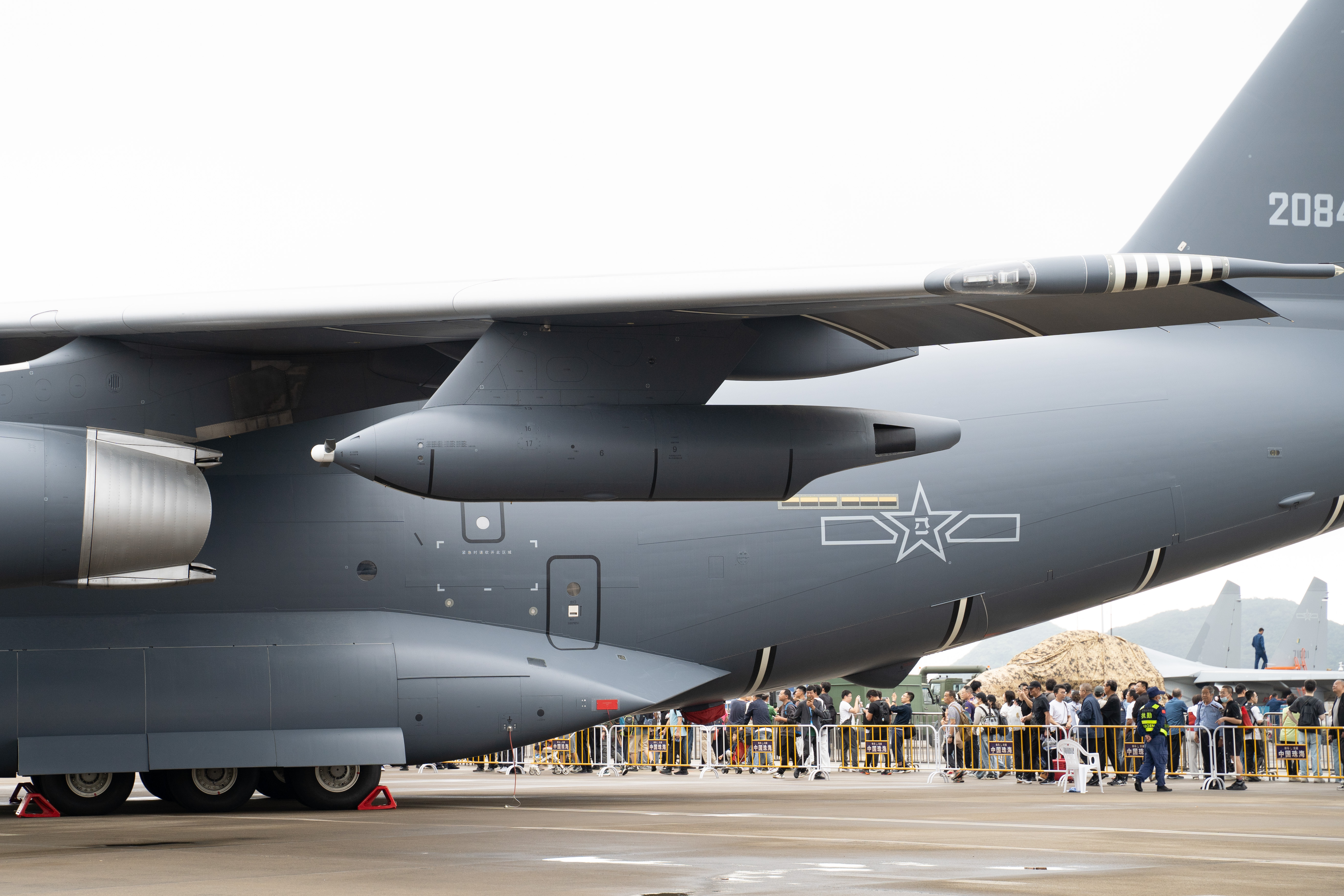
Xian Y-20 капсула (гондола) дозаправлення

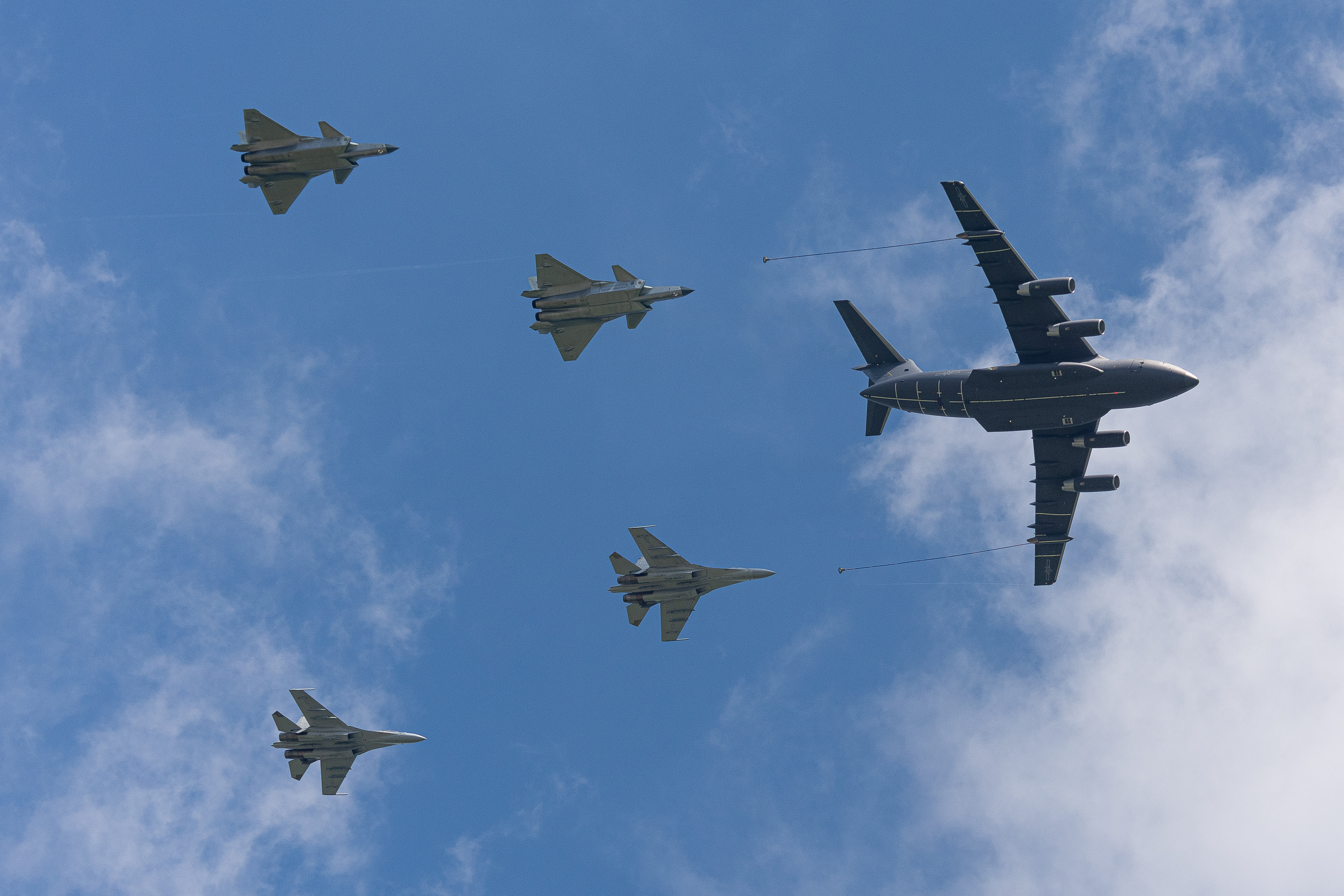
Стрій для повітряного дозаправлення винищувачів Chengdu J-20 та Shenyang J-16 з паливозаправника YY-20A

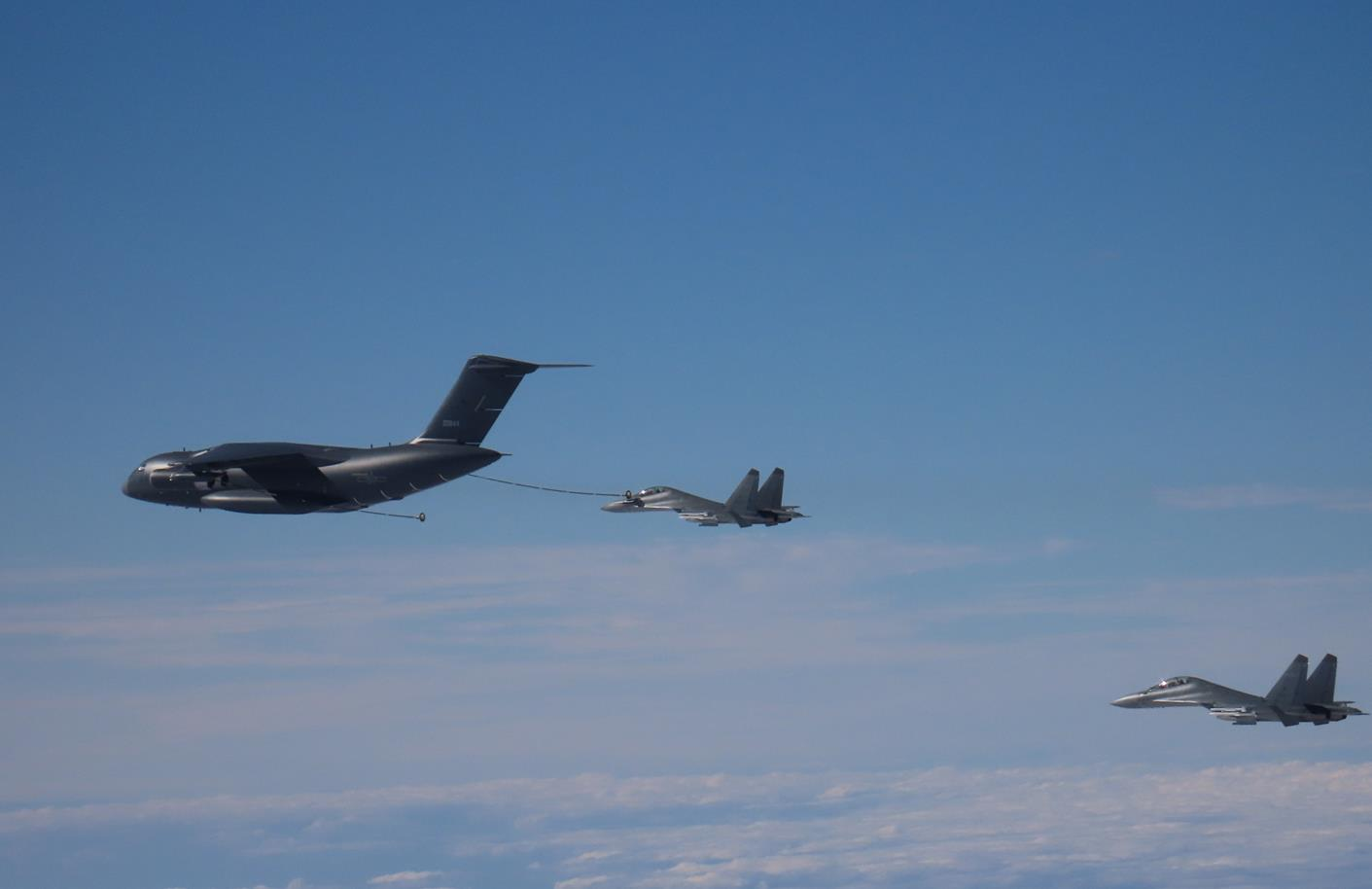
Дозаправлення винищувача Shenyang J-16 з паливозаправника YY-20

Великі відстані в Азійсько-Тихоокеанському регіоні обмежують діяльність військово-повітряних сил. Щоб зменшити цей негативний вплив і розширити дальність операційного простору повітряних сил, США мають великі танкери-дозаправники повітря-повітря, зокрема KC-130J, а регіональні повітряні сили Австралії, Японії, Південної Кореї зробили значні інвестиції у розвиток танкерної авіації. Китай виправляє відставання у цьому аспекті, створюючи новий варіант танкера під назвою Y-20U на базі свого стратегічного транспортного літака Xi'an Y-20.
Достатня місткість танкерів — це те, чого вкрай не вистачало Повітряним силам Народно-визвольної армії Китаю (ПС НВАК) на початку XXI століття, оскільки вони використовували на той час лише 24 застарілі паливозаправники Xi'an H-6U, місткістю до 19 т палива, та 3 радянські паливозаправники Іл-78, придбані в Україні й поставлені послідовно в період 2014—2016 років.
Щоб розширити можливості повітряного дозаправлення замість існуючого обмеженого та застарілого парку Xi'an H-6U був розроблений варіант авіазаправника на базі Y-20A, здатний перевозити близько 90 тонн палива (як і Іл-78). Танкер був спочатку відомий як Y-20U або YU-20, остаточно затверджений як YY-20. Як і базова модель Y-20, новий танкер виготовляється дочірньою компанією державної авіаційної промислової корпорації Китаю (AVIC) Xi'an Aircraft Company (XAC).
Докази існування варіанту танкера були виявлені 2018 року за допомогою супутникових зображень. Перший політ прототипа відбувся того ж 2018 року. 24 лютого 2020 року в трансляції Центрального телебачення Китаю (ЦТК) було підтверджено розроблення цього варіанту танкера. Згодом, кадри в китайських соціальних мережах показали, що варіант Y-20U для дозаправлення в повітрі надійшов на озброєння ПС НВАК. До 2021 року ці заправники вже виконували дозаправлення в повітрі. Полковник Шень Цзіньке, речник ПС НВАК, під час пресконференції 31 липня 2022 року з нагоди введення літака-заправника в експлуатацію заявив, що танкер отримав позначення YY-20 і розпочав навчання в умовах бойової готовності.
У другій половині 2021 року було зафіксовано низку спостережень, коли Y-20U проводив дозаправлення винищувачів у повітрі. Так, на зображеннях, наданих ЦТК, видно, як літак використовує систему дозаправлення «штанга-конус» (англ. probe-and-drogue) для заправлення двох винищувачів J-16D Shenyang Aircraft Corporation (SAC). Зображення засвідчили, що Y-20U оснащений трьома точками перепомповування палива: два гнучкі шланги випускаються з капсул під зовнішніми частинами монокрила, а третій заправний шланг, встановлений під кормовою частиною фюзеляжу, імовірно призначений для заправляння великих китайських літаків, таких як бомбардувальник Xi'an H-6N і літаки підтримки. Також вперше були опубліковані кадри танкера Xi'an Y-20U з парою винищувачів Chengdu J-20, які летять позаду подовжених підкрилових шлангів танкера, а на відео китайської ЦТК було показано, як Shenyang J-16 і Chengdu J-20 контактують з YY-20 під час дозаправлення над морем.
Установлена всередині невеликого обтічника перед заправною станцією система дистанційного бачення дозволяє оператору дистанційно керувати системою заправляння за будь-яких погодних умов. Уздовж задньої частини фюзеляжу намальовано кілька білих ліній на однаковій відстані, щоб забезпечити прив'язку відстані та вирівнювання літака, який наближається до точки заправляння, що важливо для великих літаків, таких як H-6N і KJ-500A. Загальна форма спонсонів ширша й нагадує спонсони шасі літака-танкера Airbus A400M. Задні краї спонсонів YY-20 були перероблені таким чином, щоб зменшити турбулентність безпосередньо позаду та під літаком. Така конструкція покращує безпеку приймання повітряних суден під час їхнього наближення до центральної станції дозаправлення. Для захисту літака від ПЗРК з інфрачервоним наведенням збоку та знизу на спонсонах встановлено чотири ракетні установки для відстрілювання теплових приманок. Авіазаправник YY-20, який був вперше продемонстрований широкій публіці на авіашоу 2022 в Чжухаї (англ. China International Aviation & Aerospace Exhibition), має також перероблені опори шасі порівняно з базовою моделлю. Його базова заправна місткість становить 75 т.
Під час введення літака-заправника YY-20 в експлуатацію газета «China Daily» цитувала слова полковника ПС НВАК Шен Цзіньке, що він може виконувати як місії з дозаправлення паливом у повітрі, так і стандартні завдання з перевезення персоналу та вантажу, якщо його внутрішні паливні баки вилучені з вантажного відсіку.
Станом на 2024 рік щонайменше вісім YY-20А входили до складу ПС НВАК та взаємодіяли з багатьма сучасними платформами, такими як винищувачі Chengdu J-10, Shenyang J-15, Shenyang J-16, Chengdu J-20, Су-30MKK (МКК — Модернізований Комерційний Китайський), стратегічні бомбардувальники H-6N та літаки раннього попередження KJ-500 (на базі Shaanxi Y-9) та новий KJ-3000. А вже в листопаді 2023 року був помічений варіант авіазаправника на базі Y-20B з двигунами WS-20, який отримав позначення YY-20B. Він надійшов на озброєння приблизно в грудні 2024 року. Виробництво YY-20A завершилося з постачанням восьмого літака з прогнозом, що шість YY-20B буде створюватися щороку до 2030 року і до восьми на рік пізніше, маючи незначний пріоритет над випуском транспортних літаків. Планується, що до початку 2030-х років і транспортні літаки, і танкери на базі Y-20B замінять застарілі модифікації.

### Літак раннього попередження та управління— KJ-3000
У Китаї літаки раннього попередження та управління (AEW&C) позначають абревіатурою KJ (від кит. трад.: 空警; піньїнь: Kōng Jǐng; акад.: кун цзін, скороченої версії кит. трад.: 空中预警; піньїнь: Kōng Zhōng Yù Jǐng — повітряне раннє попередження). Станом на 2023 рік на озброєнні Китаю перебували близько 60 типів літальних апаратів класу AEW&C, серед них такі як серії Shaanxi KJ-200 і Shaanxi KJ-500 з турбогвинтовими двигунами та Shaanxi KJ-2000 на основі модифікованого турбореактивного Іл-76 із використанням китайської авіоніки та фіксованого обтічника з трьома радарами з активною фазованою антенною решіткою. Перші KJ-2000 були передані ПС НВАК 2005 року та сертифіковані й передані в експлуатацію 2007 року. 2023 року на службі перебували лише чотири KJ-2000 через обмежену кількість доступних для переобладнання Іл-76М, тому з появою літака Y-20 не виникало сумнівів щодо використання його як платформи для AEW&C.
У лютому 2020 року в ефірі Центрального телебачення Китаю командир авіаційного полку Командування Західного театру бойових дій Народно-визвольної армії Китаю і пілот Y-20 Тен Хуей повідомив, що варіант літака раннього повітряного попередження (AEW) на основі планера Y-20 перебуває на стадії розроблення.
Порівняно з варіантом заправника YY-20 про варіант літака AEW, який має бути позначений як KJ-3000, у відкритому доступі значно менше інформації. Подібний за розмірами до KJ-2000, він буде оснащений вже потужнішою силовою установкою WS-20, використовуватиме передовіші технології для розширення своїх можливостей, зокрема, конформну структуру радіолокаційної решітки для заміни традиційного обтічника, що дозволить збільшити розмір радарів для кращого виявлення ворожих літаків-невидимок.
На зображенні нового китайського літака на основі Y-20B, оприлюдненому в грудні 2022 року, його дизайн вказує на версію літака раннього попередження та контролю (AEW&C). З іншого боку, у цієї моделі відсутній традиційний поворотний купол для головної радіолокаційної антени, натомість вона має великі обтічники над і під носовою частиною фюзеляжу, а також менші обтічники на передніх краях спонсонів. Це може вказувати на повітряний командний пункт або літак далекого зв'язку, можливо з атомними підводними човнами з балістичними ракетами. Це має сенс у світлі повідомлень про те, що Китай постійно здійснює патрулювання такими підводними човнами, як ефективний засіб стримування.
Наприкінці грудня 2024 року з'явилися нові автентичні зображення китайського літака раннього попередження та контролю Shaanxi KJ-3000, які дають обмежене уявлення про його конфігурацію. Він має великий круглий обтічник зверху над хвостовою частиною фюзеляжу, який зазвичай можна побачити на багатьох літаках AEW&C, зокрема, китайському KJ-2000, російському А-50 (на базі Іл-76) і американському E-3 Sentry, додаткові великі куполи зверху в передній частині фюзеляжу та під хвостовою частиною. На відміну від обертових головних обтічників на A-50 та E-3, обтічники на верхній частині існуючих китайських KJ-2000, KJ-500 є фіксованими та використовують три окремі антени з активним електронним скануванням (AESA) для забезпечення 360-градусного покриття.
KJ-3000 на базі Y-20 має переваги над іншими китайськими літаками AEW&C у швидкості, радіусі дії та часі перебування на чергуванні. Він також може літати на більших висотах, щоб забезпечити кращий огляд для свого радара, що особливо важливо для забезпечення можливості для виявлення та відстеження низьколітаючих літаків і ракет. Крім того, більший екіпаж KJ-3000 може краще виконувати триваліші та складніші місії. Якщо для нього буде додана можливість дозаправлення в повітрі, (як у турбогвинтових KJ-200 і KJ-500), це ще більше збільшить його радіус дії та загальний час місії. Оскільки KJ-3000 є повністю китайським виробом, то його порівняно з KJ-2000 буде легше обслуговувати, модернізовувати, а також оновлювати парк цих літаків.

### Експортна модифікація— Y-20E
Літак Y-20E (E позначає експортну модель) був продемонстрований в експортному виконанні на авіасалоні «Dubai Airshow» у грудні 2023 року, де привернув увагу багатьох країн. Експортна версія Y-20E має деякі модифікації відносно базової версії, наприклад інший двигун і авіоніку. Він може експлуатуватися в складних умовах, таких як, зокрема, спекотна погода, ґрунтові злітно-посадкові смуги.
Як потенційного клієнта на придбання свого багатоцільового транспортного літака Y-20E Китай розглядає Нігерію, яка має багаті природні та людські ресурси і є важливим ринком для Китаю. Y-20E міг би забезпечити Нігерії стратегічну перевагу з погляду мобільності та логістики, а також зміцнити двосторонні зв'язки між двома країнами. Після участі Y-20E у кількох авіасалонах 2024 року на африканському континенті потенційними покупцями літака вважаються кілька африканських країн, а також Венесуела. Таким чином, Y-20E може стати засобом розширення позицій Китаю у світовій авіаційній промисловості, а також посилити його вплив у Африці.

### Цивільний вантажний варіант— Y-20F-100
Цивільний вантажний варіант Y-20F-100, представлений 2023 року поки що у вигляді моделі уже з двигунами WS-20, стане серйозним стимулом зацікавлення для потенційних операторів. Під час дії міжнародних санкцій щодо російської аерокосмічної промисловості Y-20F-100 спроможний заповнити нішу, яку займає Іл-76, особливо в комерційних чартерних авіаперевезеннях.

## Зіставлення характеристик Y-20 з відповідниками
Y-20А з моменту, коли вперше надійшов на озброєння НВАК у 2016 році, зайняв провідну позицію серед авіатранспортних літаків Повітряних сил Китаю. Заявлене максимальне корисне навантаження 59874 кг (персонал і вантаж) значно перевищує вантажність 43545 кг транспортних літаків російського виробництва Іл-76. Його універсальність полягає в здатності перевозити широкий спектр військового обладнання, від танків і бронетехніки до гелікоптерів, зокрема таких як ударний вертоліт Changhe Z-10. Водночас, хоча Y-20А, дуже схожий на транспортний літак C-17A Globemaster III Повітряних сил США, вантажність якого сягає 77519 кг, він істотно поступається йому за потужністю найперше через відсутність сучасніших турбовентиляторних двигунів з високим байпасом. Заміна російських двигунів Д-30КП-2 на двигуни власного виробництва WS-20 у Y-20B збільшує його вантажність і скорочує відставання від C-17.
| Тип літака           | Максимальне навантаження, т | Довжина відсіку, м | Ширина відсіку, м | Висота відсіку, м |
| -------------------- | --------------------------- | ------------------ | ----------------- | ----------------- |
| С-17                 | 77,5                        | 26,83              | 5,49              | 3,76              |
| Y-20B                | 66                          | 20                 | 4,0               | 4,0               |
| Іл-76МД-90А          | 52                          | 24,5               | 3,45              | 3,4               |
| Ан-70                | 47,0                        | 20,6               | 4,0               | 4,1 м             |
| Y-9, попередник Y-20 | 20                          | 16,2               | 3,2               | 2,3               |

| Країна, тип літака            | КНР, Xi'an Y-20 Kunpeng                      | США, Boeing C-17 Globemaster III                     | Україна, Ан-70                                                  | Росія, Іл-76                                          |
| ----------------------------- | -------------------------------------------- | ---------------------------------------------------- | --------------------------------------------------------------- | ----------------------------------------------------- |
| Зовнішній вигляд              |                                              |                                                      |                                                                 |                                                       |
| Перший політ, рік             | 2013                                         | 1991                                                 | 1994                                                            | 1971                                                  |
| Прийнятий на озброєння, рік   | 2016                                         | 1995                                                 | 2015                                                            | 1974                                                  |
| Розробник                     | КНР, AVIC                                    | США, McDonnell Douglas, Boeing                       | Україна, АНТК імені Олега Антонова                              | СРСР, ОКБ ім. Іллюшина                                |
| Виробник                      | КНР, AVIC                                    | США, McDonnell Douglas, Boeing                       | Україна, Київський авіаційний завод «Авіант»                    | Росія, Авіастар-СП                                    |
| Екіпаж                        | 2 пілоти, оператор завантаження              | 2 пілоти, оператор завантаження                      | 2 пілоти, бортінженер, оператор завантаження                    | 2 пілоти, штурман, бортінженер, оператор завантаження |
| Розмах крила, м               | 50,00                                        | 51,74                                                | 44,06                                                           | 50,5                                                  |
| Довжина, м                    | 47,00                                        | 53,04                                                | 40,73                                                           | 46,59                                                 |
| Висота                        | 15,00                                        | 16,79                                                | 16,38                                                           | 14,76                                                 |
| Маса порожнього, т            | 100,0                                        | 128,1                                                | 66,2                                                            | 88,5                                                  |
| Вантажність, т                | 66,0                                         | 77,5                                                 | 47,0                                                            | 50,0                                                  |
| Максимальна злітна маса, т    | 220,0                                        | 265,4                                                | 130,0                                                           | 190,0                                                 |
| Максимальна швидкість, км/год | 919                                          | 1080                                                 | 890                                                             | 850                                                   |
| Крейсерська швидкість, км/год | 850                                          | 830                                                  | 800                                                             | 750-800                                               |
| Практична стеля, км           | 13,00                                        | 13,72                                                | 12,00                                                           | 11,00                                                 |
| Практична дальність, км       | 7800 (з вантажем 23 т)                       | 4 480 (з вантажем 71,2 т)                            | 7200 (з вантажем 20 т), 3800 (з вантажем 35 т)                  | 6500 (з вантажем 40 т), до 4000 (з вантажем 60 т)     |
| Перегінна дальність, км       | 10000 (з вантажем 16 т)                      | 11540                                                | 8800                                                            | 8000                                                  |
| Двигуни                       | 4 × турбовентиляторний двигун Shenyang WS-20 | 4 × турбовентиляторний двигун Pratt & Whitney PW2000 | 4 × Гвинтовентиляторний двигун Д-27 14 000 к. с. ( 10 300 кВт.) | 4 х турбовентиляторний двигун Д-30кп                  |
| Тяга, кН                      | 4 × 140                                      | 4 × 179,9                                            | -                                                               | 4 × 117.68                                            |
| Потужність, КВт               | -                                            | -                                                    | 10294                                                           | -                                                     |

## Оператори
- КНР
  - Повітряні сили Китайської Народної Республіки станом на 2025 рік мали на озброєнні 55 транспортних літаків Y-20А і Y-20B та 17 авіазаправників YY-20A[48]

## Застосування
Y-20 відіграє дуже важливу роль у реалізації амбіційних планів КНР щодо розгортання та підтримки сил на значних відстанях, здатності перевозити такі великі та важкі вантажі, як, наприклад, бойовий танк Тип 99. Є фотопідтвердження як Y-20B завантажують вантажами, які згодом скидають з повітря на парашутах, що є важливою місією для цього типу і свідчить про те, що його можна використовувати в десантних штурмах. Більшість операцій десантування — це класичне висадження десантників і легких бронемашин на парашутах із висоти 300—500 м через задню рампу вантажного відсіку. Літаки Y-20 активно використовуються для масового перекидання військ у прикордонні райони, наприклад, під час загострення на індійському кордоні, при цьому вони можуть виконувати завдання за несприятливих погодних умов, здійснювати приземлення в невеликих аеропортах у гірських районах.
Чотири роки поспіль з 2020 до 2023 року військово-транспортними літаками Y-20 Китай урочисто доставляв з міжнародного аеропорту Інчхон у Південній Кореї останки солдатів Китайської народної добровольчої армії, які загинули в Корейській війні.
З 9 по 11 квітня 2022 року трьома партіями по шість Y-20 були доставлені в Сербію закуплені ракети ППО FK-3. Ця місія встановила рекорд за кількістю вильотів Y-20 за кордон.
29 червня 2024 року китайський військово-транспортний літак Y-20 з бортовим номером 20248 здійснив посадку в Москві. Мета візиту була утаємничена урядами двох країн, що викликало занепокоєння на тлі агресії Росії проти України, оскільки відомо, що Китай постачає Росії товари подвійного призначення, які використовує російська військова промисловість для виробництва зброї.
28 листопада 2021 року міністерство оборони Республіки Китай (Тайвань) повідомило, що Y-20U брав участь в одному з щоденних вторгнень китайських військових літаків в його ідентифікаційну зону ППО. Це було перше спостереження Y-20U за межами внутрішнього Китаю.
Усього на озброєнні ПС НВАК станом на 2025 рік перебувало 75 транспортних літаків та 35 авіазаправників. Військова промисловість Китаю, нарощуючи темпи виробництва важких транспортних літаків Y-20 і літаків-заправників YY-20, збільшує пропорцію цих сучасних транспортних і заправно/транспортних літаків у загальній кількості цього типу літаків, розширюючи можливості Повітряних сил Китаю. На початок 2025 року на службі в складі 4-ї й 13-ї транспортних дивізій перебувало 55 Y-20 базової й модернізованої версії та 17 YY-20.

### Участь у міжнародних виставках, авіашоу й навчаннях

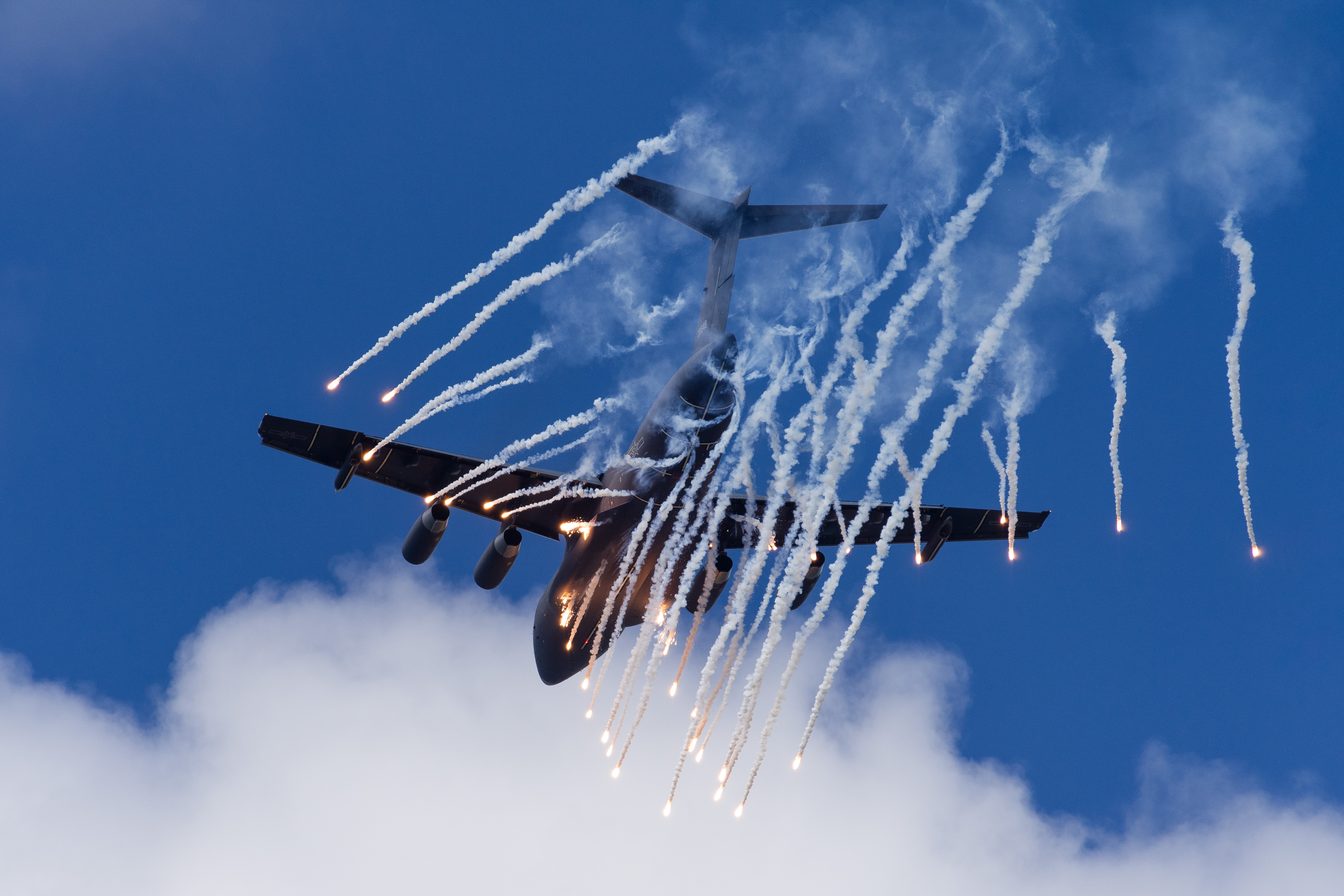
Дозаправник Xian YY-20A випускає теплові ракети-приманки на авіашоу 24 липня 2023 року

Уперше базова модель транспортного літака Y-20 (третій прототип) була публічно показана на 10-й міжнародній авіаційній та аерокосмічній виставці («Airshow China»), яка проходила в Чжухаї в листопаді 2014 року. Під час «Airshow China» 1 — 6 листопада 2016 року в Чжухаї, ХАС показав модель цивільної версії транспортника Y20F-100. На початку вересня 2022 року Y-20 з успіхом брав участь в одному з найбільших авіашоу в Європі — «AIRPOWER». Це була його перша участь у західно-європейському авіашоу та другий візит цього року в Європу після Сербії.
У грудні 2023 року Y-20 був представлений на Дубайському авіасалоні. Відразу після першого публічного показу в Єгипті на початку вересня 2024 року на «Egypt International Airshow» Y-20 був продемонстрований на «Africa Aerospace and Defence Expo» (AAD) 18-24 вересня 2024 року. Там Y-20 виконав шість складних маневрів, включаючи підіймання й пікірування під великими кутами, поворот з великим нахилом і швидке приземлення, що підкреслило його високу маневреність. Ці виступи не тільки продемонстрували можливості літака, але й прагнення Китаю розширювати партнерство в оборонній промисловості на африканському континенті. Як результат, кілька африканських країн, включаючи Нігерію, виявили інтерес до придбання цього транспортного літака.
У квітні 2025 року YY-20 у складі китайського контингенту, до якого увійшли літак раннього попередження KJ-500, винищувачі J-10C, J-10S, гелікоптери, брав участь у міжнародних навчаннях «Eagles of Civilization 2025» в Єгипті. Переліт до Єгипту проходив через авіабазу Аль-Мінхад в ОАЕ, а кінцевим пунктом призначення була авіабаза в Бені-Суейф. З єгипетського боку були залучені винищувачі МіГ-29. Участь китайського контингенту в спільних навчаннях з єгипетськими військовими продемонструвала готовність Народно-визвольної армії Китаю (НВАК) до стратегічної взаємодії на глобальному рівні.

### Миротворчі й гуманітарні місії

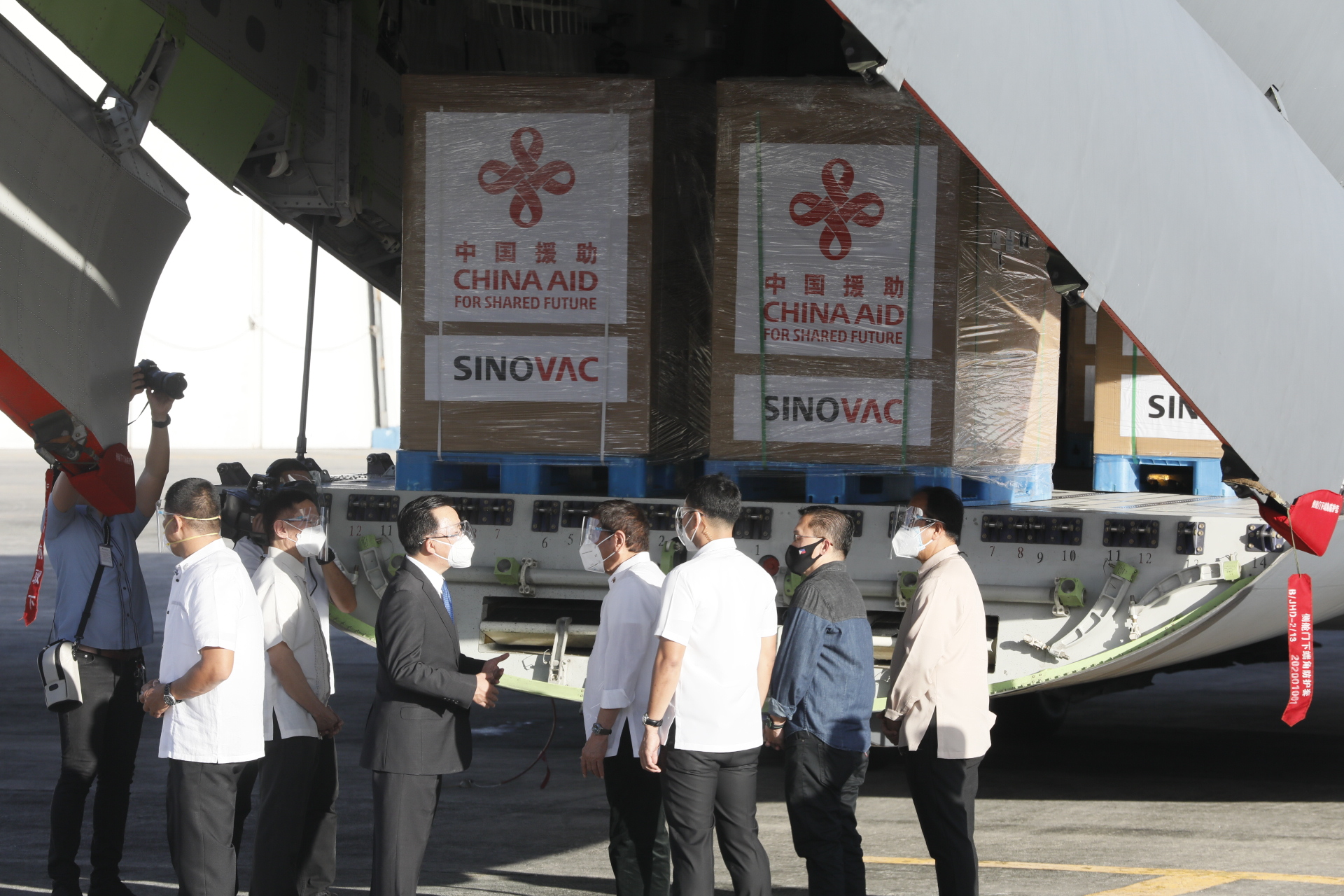
Президент Філіппін Родріго Дутерте (4-й справа) з послом Китаю в Манілі Хуан Сілянем зустрічають Y-20 з 600 000 доз вакцин Sinovac на авіабазі Вілламор, 28 лютого 2021 року

Окрім звичайних воєнних завдань, Y-20 також використовувався для гуманітарних місій, зокрема у відповідь на спалах COVID-19, коли він перевозив медиків і гуманітарні вантажі до китайського міста Ухань, з якого у грудні 2019 року розпочалася пандемія цієї хвороби. Китайська влада оголосила в Ухані й низці інших міст майже повний карантин протягом кількох тижнів, намагаючись стримати поширення вірусу, і з великим запізненням визнала факт пандемії та скерувала гуманітарну місію в епіцентр захворювання. Літаки ПС КНР прибули до міжнародного аеропорту Тяньхе в Ухані 13 лютого 2020 року. Окрім шести Y-20, три Іл-76 російського виробництва та два Y-9 китайського виробництва перевозили медичний персонал та інші вантажі. Авіаційно-транспортні сили доставили до Уханя 947 одиниць особового складу та 47 тонн вантажу. Китайські державні ЗМІ прорекламували, що це перший вихід Y-20 саме «в невоєнних діях».
Y-20 виконували численні закордонні місії, доставляючи гуманітарну допомогу по всьому світу, зокрема:
- 7 лютого 2021 року літак Y-20 під номером 11151 перевіз 600 000 доз вакцини від коронавірусу виробництва компанії Sinopharm з Пекіна до міжнародного аеропорту Пномпеня в Камбоджі для екстреного використання камбоджійським народом.[58]
- 28 лютого 2021 року транспортний літак Y-20 доставив 600 000 доз вакцини Sinovac для Філіппін на авіабазу Вілламор біля Міжнародного аеропорту імені Ніноя Акіно (Маніла).[13]
- 27 січня 2022 року два літаки Y-20 вилетіли з аеропорту Гуанчжоу-Байюнь до Королівства Тонга з місією доправлення гуманітарного вантажу на запит уряду країни про надання допомоги після катастрофи, спричиненої підводним виверженням вулкана Хунга-Тонга-Хунга-Хаапай 15 січня 2022 року. 33-тонний корисний вантаж кожного літака містив намети, їжу, питну воду, засоби індивідуального захисту та рації. Літаки повернулися в аеропорт Гуанчжоу-Байюнь, здійснивши з гуманітарною місією завдовжки понад 20 000 кілометрів.[59]
- 28 червня 2022 року Китай шістьма рейсами двох Y-20 доправив до Афганістану 105 тонн гуманітарної допомоги для постраждалих від катастрофічного землетрусу 22 червня 2022 року в провінції Пактика.[60]
- 30 серпня 2022 року два літаки ПС НВАК Y-20 після повеней 2022 року в Пакистані, які спричинили серйозну гуманітарну катастрофу, доставили до Карачі гуманітарну допомогу від Китаю — 3000 наметів для постраждалих.[61]